# Landkreis Kehl
Landkreis Kehl is een voormalige Landkreis in de Duitse Deelstaat Baden-Württemberg. Het had een oppervlakte van 310 km² en een inwoneraantal van 61.130 (27.05.1970). Kreisstadt was de stad Kehl. Landkreis Kehl bestond van 1938 tot aan 1973.

## Geografie
De landkreis Kehl lag in het westen van de deelstaat Baden-Württemberg. De landkreis ligt geheel in de Boven-Rijnse Laagvlakte, met in het oosten het Zwarte Woud en in het westen de Vogezen. De Kinzig stroomt door de landkreis en mond bij Kehl uit in de Rijn.
Landkreis Kehl grensde in 1972 aan de Landkreis Bühl, Landkreis Lahr, Landkreis Offenburg en Landkreis Rastatt. In het westen vormde de Rijn een natuurlijke grens met het departement Bas-Rhin in Frankrijk.

## Geschiedenis
Het gebied van de landkreis omvatte voornamelijk het historische Hanauerland aan de rechteroever van de Rijn. Vanaf 1803 kwam het Hanauerland aan de rechterkant van de Rijn onder het grootvorstendom Baden te vallen. In 1807 werd het bezirksamt Kork opgericht, dat toen ook in Kork als zetelde. Het bezirksamt werd in 1857 uitgebreid met de gemeenten uit het opgeheven bezirksamt Rheinbischofsheim. In 1881 werd het bezirksamt Kork hernoemd naar Bezirksamt Kehl en werd Kehl de vergaderplaats van het bezirksamt. De naam Bezirksamt werd in 1924 gewijzigd in Landkreis. Twaalf jaar daarna werd de Landkreis uitgebreid met een aantal gemeenten uit de Landkreis Oberkirch en Bühl.
Tijdens de Franse bezetting na de Tweede Wereldoorlog, zetelde het bestuur van de landkreis in Renchen. Na de oprichting van de deelstaat Baden-Württemberg in 1952, viel de landkreis onder het Regierungsbezirk Südbaden.
Op 1 januari 1973 werd de landkreis opgeheven, het grootste gedeelte met de kreisstadt Kehl ging op in de nieuwgevormde Ortenaukreis, een klein gedeelte ging op in de Landkreis Rastatt.

## Gemeenten
Op 1 januari 1970 telde landkreis Kehl 35 gemeenten, waarvan 4 steden. Op 1 januari 1971 werden Neumühl en Odelshofen samengevoegd met Kehl. De jaren daarna zakte het gemeente aantal verder tot op 1 januari 1973 de landkreis werd opgeheven. De grootste gemeente was Kehl en de kleinste Hausgereut. Hieronder staat een lijst van de toenmalige gemeenten op januari 1970:
- Altenheim (nu Neuried)
- Appenweier
- Auenheim (nu Kehl)
- Bodersweier (nu Kehl)
- Diersheim (nu Rheinau)
- Eckartsweier (nu Willstätt)
- Freistett (nu Rheinau)
- Goldscheuer (nu Kehl)
- Grauelsbaum (nu Lichtenau)
- Hausgereut (nu Rheinau)
- Helmlingen (nu Rheinau)
- Hesselhurst (nu Willstätt)
- Hohnhurst (nu Kehl)
- Holzhausen (nu Rheinau)
- Honau (nu Rheinau)
- Kehl
- Kork (nu Kehl)

- Legelshurst (nu Willstätt)
- Leutesheim (nu Kehl)
- Lichtenau
- Linx (nu Rheinau)
- Memprechtshofen (nu Rheinau)
- Muckenschopf (nu Lichtenau)
- Müllen (nu Neuried)
- Neumühl (nu Kehl)
- Odelshofen (nu Kehl)
- Querbach (nu Kehl)
- Renchen
- Rheinbischofsheim (nu Rheinau)
- Sand (nu Willstätt)
- Scherzheim (nu Lichtenau)
- Urloffen (nu Appenweier)
- Wagshurst (nu Achern)
- Willstätt
- Zierolshofen (nu Kehl)